# Szebény, Baranya
Szebény este un sat în districtul Mohács, județul Baranya, Ungaria, având o populație de 392 de locuitori (2011). 

## Demografie
Componența etnică a satului Szebény
     Maghiari (86,35%)
     Germani (8,91%)
     Romi (3,62%)
     Croați (1,11%)
Componența confesională a satului Szebény
     Romano-catolici (60,2%)
     Reformați (3,57%)
     Fără religie (3,32%)
     Necunoscută (32,91%)
Conform recensământului din 2011, satul Szebény avea 392 de locuitori. Din punct de vedere etnic, majoritatea locuitorilor (86,35%) erau maghiari, existând și minorități de germani (8,91%), romi (3,62%) și croați (1,11%).  Din punct de vedere confesional, majoritatea locuitorilor (60,2%) erau romano-catolici, existând și minorități de reformați (3,57%) și persoane fără religie (3,32%). Pentru 32,91% din locuitori nu este cunoscută apartenența confesională.